# Tiewrap

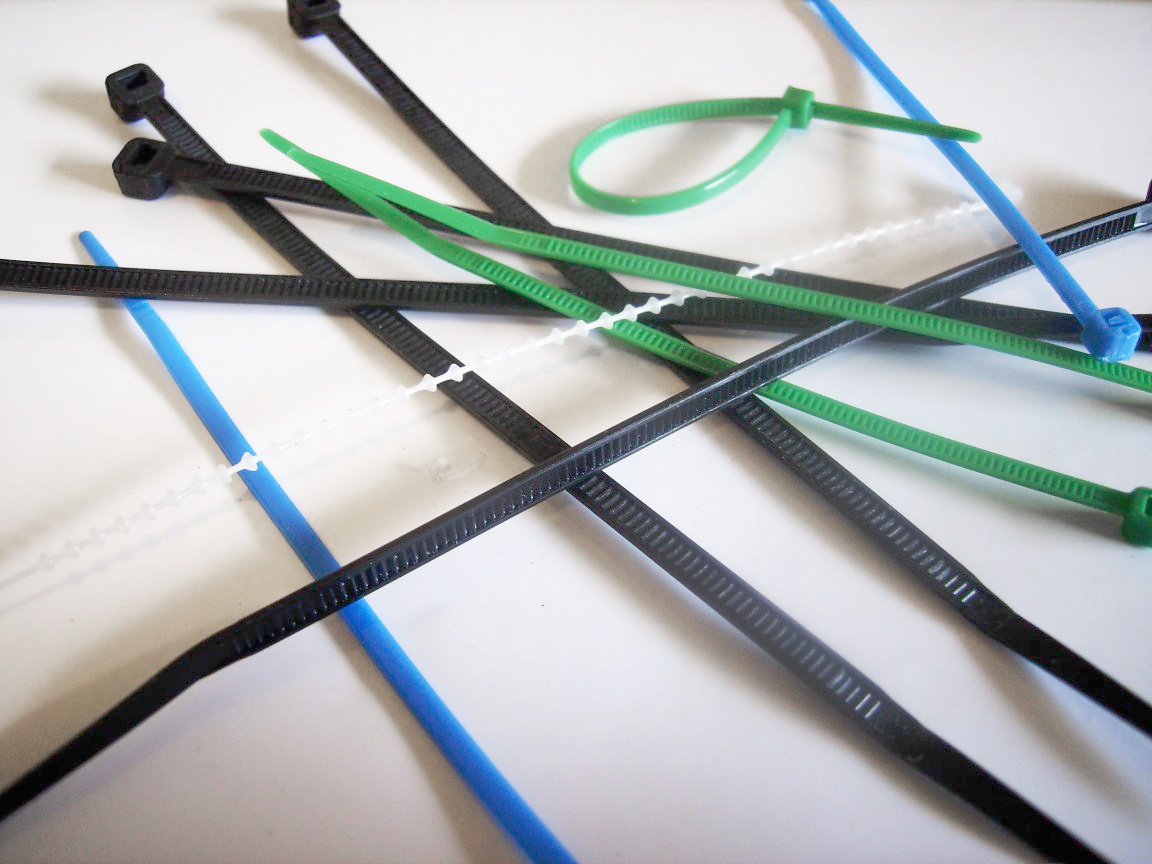
Tiewraps

Een tiewrap (uitspraak: taɪ-ræp), kabelbinder of spanbandje (niet te verwarren met spanband) is een plastic riempje voor het samenbundelen, vastmaken en markeren van objecten, zoals kabelbundels. Alternatieve aanduidingen zijn ladderstrip, bundelbandje, bindbandje, trekbandje, snelbinder, colsonbandje of sjorbandje. Het bandje is bedoeld voor eenmalig gebruik. Na het aantrekken kan het niet meer losser gemaakt of geopend worden.

## Schrijfwijzen en synoniemen
Volgens Onze Taal is tiewrap de officiële Nederlandse schrijfwijze, en zo staat het woord ook in het Groene Boekje van de Taalunie. Het woord wordt ook wel geschreven als tie-wrap, tyrap, tie-rap of tie-rib.
Tie-wrap (letterlijk: bind vast - wikkel) is een letterlijke beschrijving van wat het product doet, maar het wordt ook gespeld als Ty-Rap, de merknaam van de oorspronkelijke producent, Thomas & Betts. Die naam staat op hun bandjes; andere fabrikanten gebruiken andere namen. Het woord tiewrap is dus een voorbeeld van merkverwatering, het gebruik van merknaam als soortnaam (eponiem). Voor het samenbinden met deze bandjes wordt ook wel het werkwoord tiewrappen gebruikt.

## Uitvinding
De originele tiewrap werd tussen 1956 en 1958 uitgevonden door Maurus C. Logan, een werknemer bij het Amerikaanse bedrijf Thomas & Betts, en werd onder de naam Ty-Rap op de markt gebracht. Oorspronkelijk was het bedoeld om elektrische kabels in vliegtuigen te bundelen. Logan merkte namelijk op dat arbeiders bij vliegtuigbouwers veel moeite hadden om de vele meters elektrische kabels netjes en veilig samen te bundelen. Daarop werkte hij aan een ontwerp van een riempje dat dit werk op een meer eenvoudige manier zou kunnen doen. Op 24 juni 1958 werd het octrooi op het ontwerp aangevraagd.

## Varianten

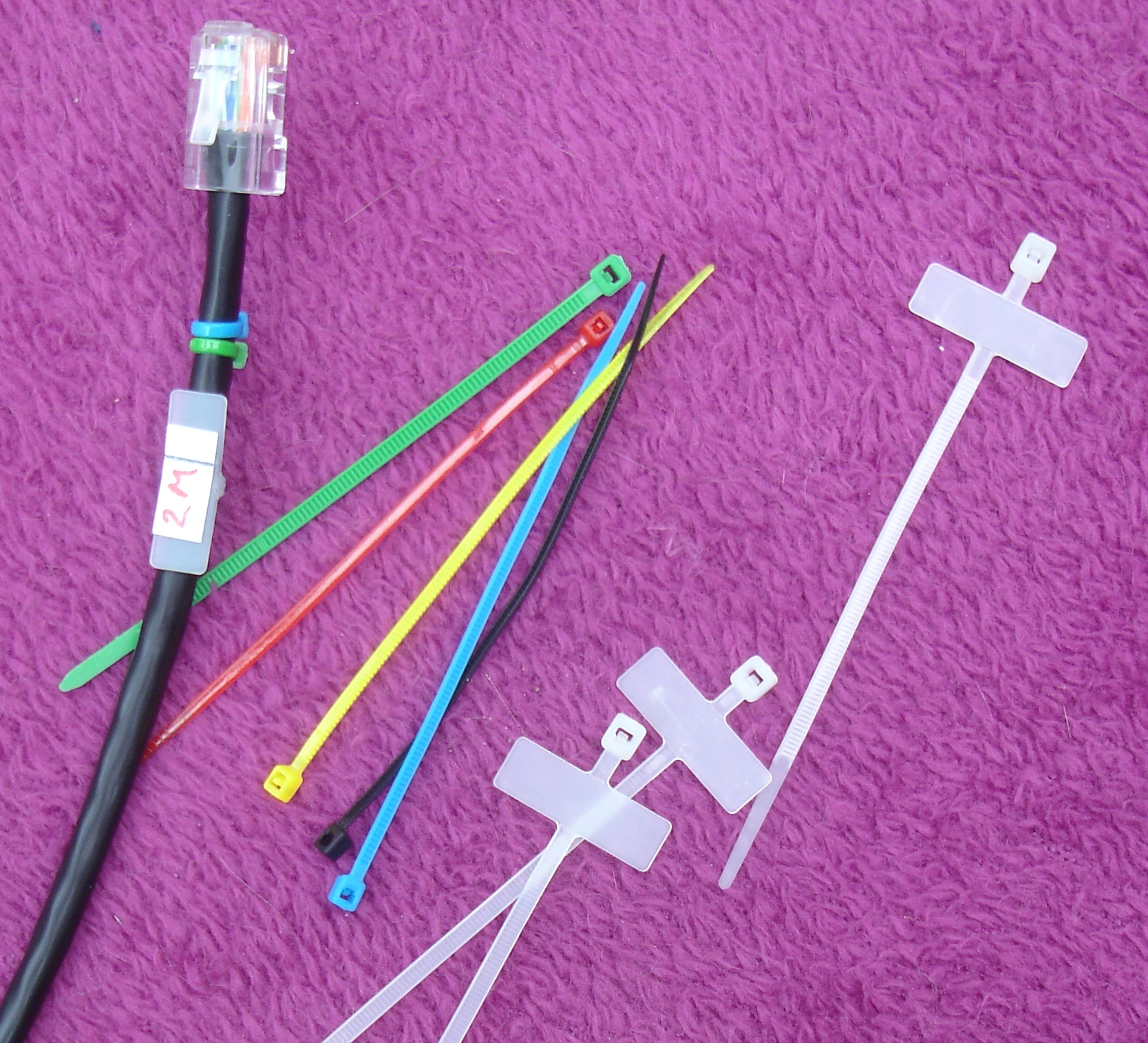
Gekleurde en beschrijfbare tiewraps kunnen worden gebruikt om kabels te merken.

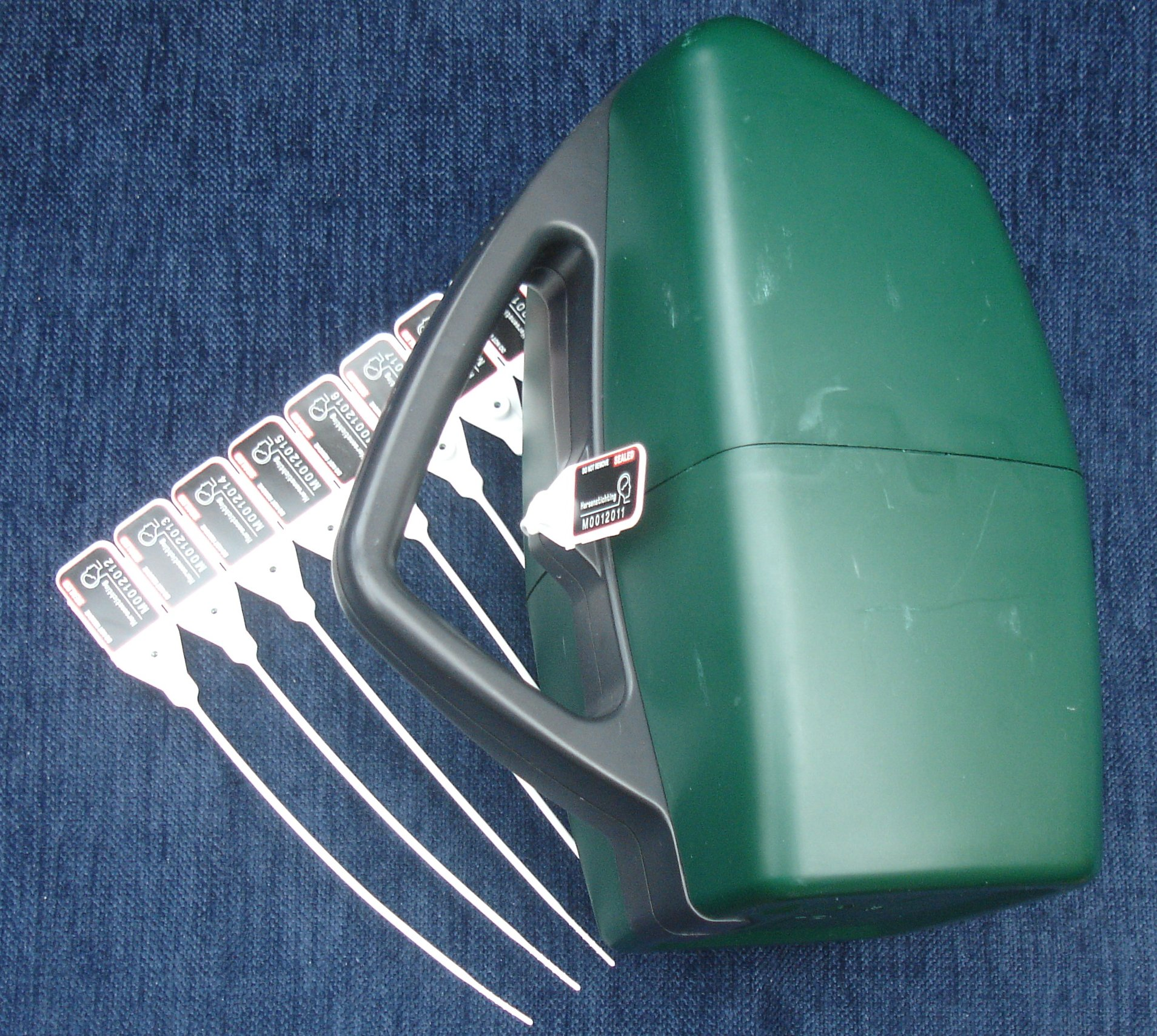
Een gewaarmerkte tiewrap kan dienen om een collectebus te verzegelen.

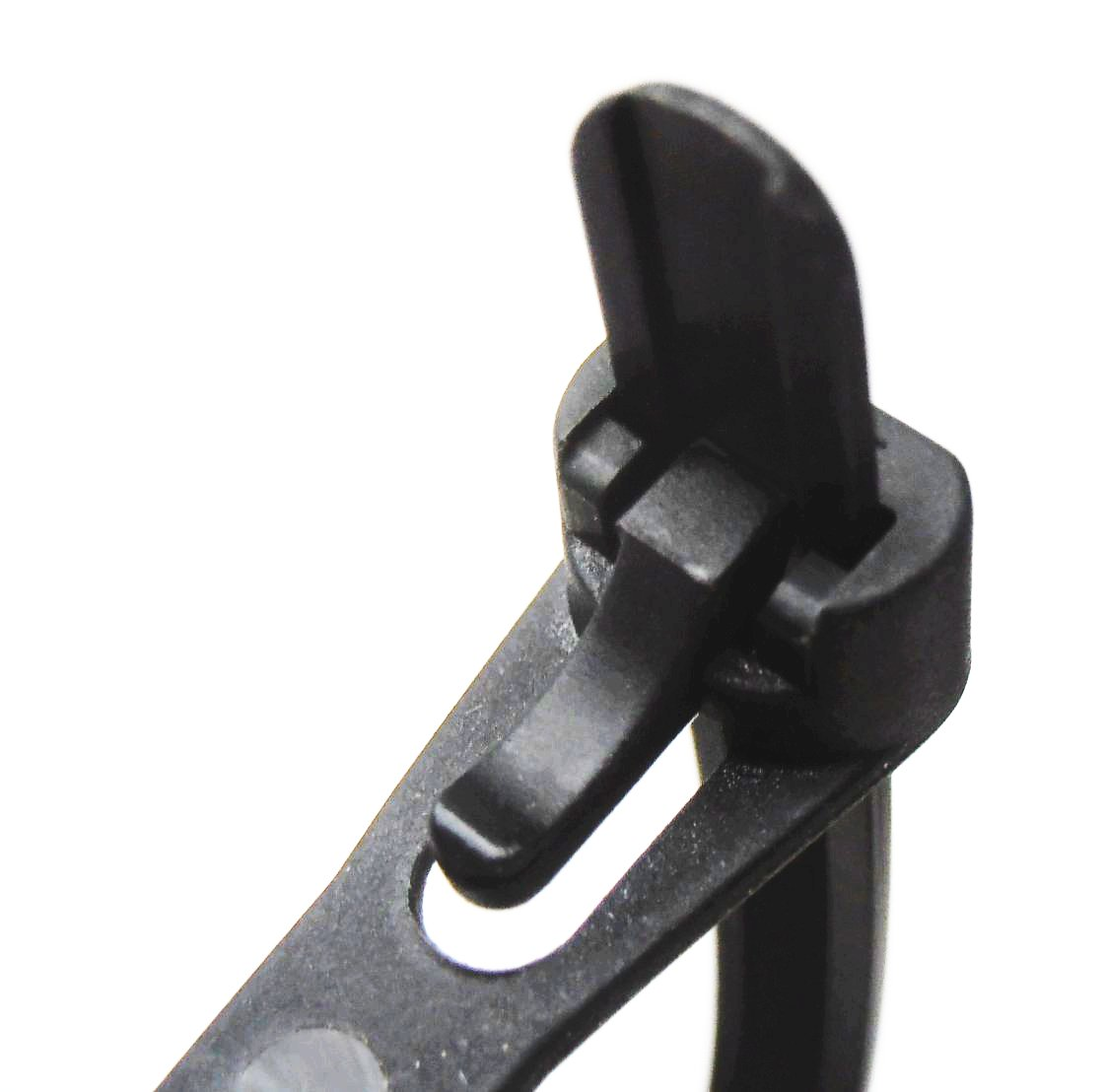
Het uiteinde van een herbruikbare tiewrap.

De populairste variant van de tiewrap is een langwerpige strip nylon met aan een kant een geribbeld oppervlak en aan een uiteinde een opening met weerhaken waarin het andere, spitse uiteinde kan worden gestoken. De oorspronkelijke versie heeft een roestvrijstalen lipje in de kop. Deze tiewrap is veel duurder dan een tiewrap die helemaal van kunststof is.
Tiewraps zijn vaak wit of zwart, maar alle kleuren van de elektronische kleurcode zijn leverbaar. Zo kunnen ze worden gebruikt om kabels met een kleurcode te merken. Er zijn ook tiewraps met aan het eind een rechthoekig vlakje dat beschreven kan worden.
De afbeelding toont genummerde tiewraps met een volgnummer om een collectebus te verzegelen. 
De witte tiewraps zijn gevoeliger voor inwerking van ultraviolette straling en daardoor vooral geschikt voor gebruik binnenshuis. Buiten worden ze na verloop van tijd bros. Aan zwarte varianten wordt vaak roet toegevoegd, waardoor ze minder gevoelig voor ultraviolette straling worden en in buitentoepassing niet bros worden.
Er bestaan ook varianten die wel meermalig gebruikt kunnen worden, doordat ze een speciaal hendeltje hebben waarmee het blokkeermechanisme kan worden opgeheven.

## Werking en toepassingen

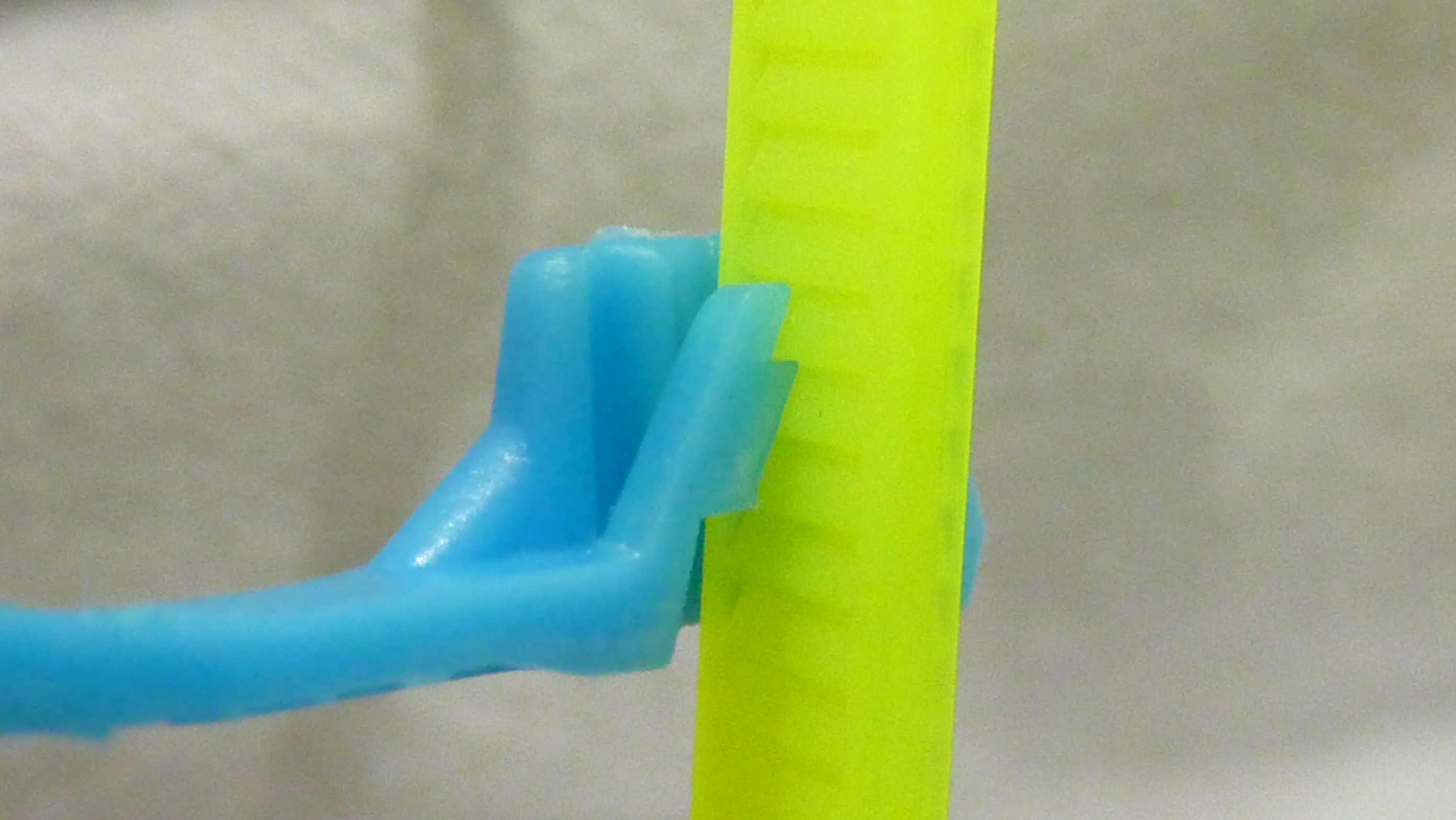
Een doorgesneden tiewrap. Het weerhaakje (blauw kunststof) voorkomt dat het bandje (groen kunststof) weer teruggetrokken kan worden. Op deze afbeelding is het wel mogelijk het groene bandje omhoog te trekken, maar niet naar beneden, vanwege de ribbels op het bandje.

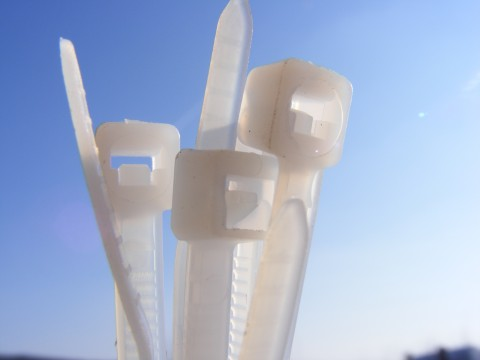
De opening en het spitse uiteinde uitvergroot

Zodra het spitse uiteinde eenmaal in de opening aan de andere zijde is gestoken en de eerste ribbel is gepasseerd, kan de strip niet meer worden teruggetrokken. Zo ontstaat een lus die alleen nog strakker kan worden getrokken. Om de tiewrap te verwijderen, moet hij worden doorgeknipt. Het is daarna niet meer opnieuw bruikbaar, tenzij voor gebruik met een fors kleinere diameter.
Tiewraps worden ook ingezet als (reserve)handboeien. Er bestaat zelfs een speciaal type handboei dat op tiewraps is gebaseerd. Dit type staat bekend als plastic handboeien en wordt onder meer gebruikt door het leger of door bijvoorbeeld de Mobiele Eenheid of arrestatieteams. Het gebruik van gewone tiewraps als handboeien, wat soms door overvallers wordt gedaan, is gevaarlijk doordat deze de bloedsomloop kunnen afknijpen als ze ook maar een klein beetje te strak aangetrokken worden.
Er bestaat speciaal gereedschap om tiewraps zo strak mogelijk aan te trekken en het uitstekende deel af te snijden.